# Gandhi Peace Foundation
La Gandhi Peace Foundation è una fondazione a scopo benefico che si occupa della valorizzazione e dello studio del pensiero e dell'attivismo di Gandhi, sintetizza i pilastri della sua attività, pace universale e sopravvivenza umana.

## Storia
La Gandhi Peace Foundation è stata creata nel luglio del 1958, per proteggere e divulgare il pensiero del Mahatma Gandhi, anche grazie a un contributo iniziale di 10 milioni di Rs da parte della Gandhi Smaraka Nidhi. Il suo primo consiglio direttivo fecero parte, tra gli altri, importanti personalità della politica e dell'attivismo indiano quali R.R-Diwakar, Rajendra Prasad e Jawaharlal Nehru. Negli anni 2000 l'associazione era ancora considerata come custode del pensiero gandhiano .

### Presidenti
- Shri R R Diwakar (fondatore) luglio 1959 – marzo 1989
- Shri Ravindra Varma marzo 1989 – novembre 2006
- Ms Radha Bhatt a partire dal 2006[5]

## Attività
La Gandhi Peace Foundation è nata principalmente per la protezione e diffusione del pensiero di Gandhi, ha svolto lavori di sponsorizzazione e contribuito alla pubblicazione di studi indipendenti riguardanti l'India. La Fondazione organizza periodicamente seminari e conferenze.
La Fondazione è attiva sul piano di aiuto e recupero dei ragazzi in situazioni disagiate, organizza iniziative per sensibilizzare questi ultimi al tema della pace. Propone di creare un ambiente basato sull'insegnamento di Gandhi:
- Autodeterminazione dei popoli, promuove l'idea che fossero gli indiani a decidere chi li governa e che questa decisione non fosse presa da terzi;
- Nonviolenza, viene messo al centro la benevolenza umana universale. La nonviolenza viene intesa come un imperativo religioso e poi un principio di azione politica sociale;
- Tolleranza religiosa, rispettare tutte le religioni, senza pretendere che una di esse sia migliore delle altre.

La Fondazione divulga insegnamenti sotto forma di borse di studio, premi, viaggi di formazione, libri, attrezzatura da biblioteca e magazine.
La Fondazione pubblica riviste (Gandhi Marg), opuscoli e libri, inerenti al loro operato.

### La Gandhi Peace Foundation per Partial Test Ban Treaty
Nel 1962 fu organizzata dalla Fondazione una conferenza di tre giorni in favore della fine della lavorazione, stoccaggio e controllo di armi nucleari. Nel 1963, nasce il trattato sulla messa al bando parziale dei test (Partial Test Ban Treaty). La fondazione in merito a ciò inviò una serie di delegazioni in favore del trattato.

### Guerra di liberazione Bangladesh
Nel 1971 la Fondazione si muove in favore della liberazione del Bangladesh che vedeva schierati Pakistani dell'Est ed India contro i Pakistani dell'Ovest.

### A livello nazionale
Durante gli anni '70 la Fondazione è stata promotrice di campagne di educazione nazionale rivolte agli adulti, pose il proprio sostegno a favore degli indiani nella lotta contro i briganti nella valle di Chambal e sostenitrice di varie manifestazioni contro la fame e la malnutrizione dei giovani. 
La sede della Fondazione si trova a Nuova Delhi, ha 18 centri in India, affiliati alla sede nazionale ma operano individualmente.

## Gandhi Marg
Il presidente dell'editoriale è anche il presidente della Fondazione. La prima pubblicazione del Gandhi Marg è avvenuta nel 1957 ad opera di S.K. George, che curò i primi due volumi, dopodiché il suo ruolo fu occupato da G. Ramachadran. Fino al 1965, il giornale era prodotto dalla Gandhi Smarak Nidhi. Dal decimo volume in poi la produzione fu sponsorizzata dalla 'Gandhi Peace Foundation' e l'editore rimase Ramachadran nel corso degli undici anni successivi. Nel 1973 la pubblicazione fu sospesa, dopodiché riprese attivamente nel 1979 sotto forma di mensile con a capo Shri R R Duwakar, durante questi anni e per gli anni a seguire T K Mahadevan fu l'editore associato e il principale produttore. Successivamente, nel 1989 il giornale tornò alla sua forma originaria e divenne nuovamente un trimestrale. Nel 1989 subentra Mahendra Kumar in veste di editore e curatore questo è rimasto attivo fino al 2005. In seguito alla sua morte avvenuta nel 2006, il suo posto è stato preso da John Moolakkattu e nel 2008 subentra M P Mathai come redattore.